# Aljaž Škorjanec
Aljaž Škorjanec (Ptuj, RS de Eslovenia, 19 de febrero de 1990) es un bailarín de salón y coreógrafo esloveno, más conocido por ser uno de los bailarines profesionales del programa de baile británico Strictly Come Dancing de la BBC.

## Primeros años
Škorjanec nació en Ptuj, RS de Eslovenia y empezó a bailar a los cinco años. Ha sido 19 veces campeón de Eslovenia de bailes de salón, latinos y de Ten Dance. Entre 2000 y 2008, su pareja profesional de baile fue Valerija Rahle Mbanwi.

## Carrera

### Strictly Come Dancing
En 2013, Škorjanec debutó como bailarín profesional de Strictly Come Dancing desde la undécima temporada al formar pareja con la modelo y presentadora Abbey Clancy, con quien logró ganar la competencia. Regresó para la duodécima temporada del programa, donde fue emparejado con la presentadora Alison Hammond, siendo ambos la sexta pareja en ser eliminada y terminando en el décimo puesto. Para la decimotercera temporada tuvo como pareja a la actriz de Call the Midwife, Helen George, llegando ambos a los cuartos de final y posicionándose en el sexto puesto. Un año después formó pareja con la modelo Daisy Lowe para la decimocuarta temporada, ubicándose en el octavo puesto al ser eliminados en la octava semana. Volvió a llegar a una final junto a la actriz y modelo Gemma Atkinson, a quien tuvo de pareja en la decimoquinta temporada, quedando como subcampeones al perder ante los ganadores Joe McFadden y Katya Jones.
En 2018, se le asignó como pareja a la presentadora y periodista Kate Silverton en la decimosexta temporada, siendo la octava pareja eliminada y quedando en el octavo puesto. Al año siguiente, estuvo emparejado con la vizcondesa Emma Weymouth para la decimoséptima temporada, con quien llegó hasta la séptima semana y se situó en el noveno puesto. En la decimoctava temporada tuvo de pareja a la presentadora Clara Amfo, acabando en el séptimo puesto al ser eliminados en la sexta semana. Su pareja en la decimonovena temporada fue la inversora de Dragons' Den y empresaria Sara Davies, siendo la séptima pareja eliminada y finalizando en el octavo puesto. En marzo de 2022, Škorjanec informó que dejaría el programa después de nueve años. Sin embargo, en julio de 2024, se anunció su regreso como bailarín profesional para la vigesimosegunda temporada, indicando que se había tomado un descanso del programa para convertirse en padre; su pareja fue la modelo y estrella de Love Island, Tasha Ghouri, llegando ambos a la final y terminando en el segundo puesto detrás de los ganadores Chris McCausland y Dianne Buswell.
Škorjanec también formó parte de varios especiales del programa. Entre sus participaciones estuvieron los especiales de Navidad de 2014 con la cantante Sophie Ellis-Bextor y de 2021 con la presentadora Moira Stuart. También participó en el especial titulado The People's Strictly para la organización caritativa Comic Relief, en el que participaron personas no famosas, bailando junto a Trishna Bharadia.
| Temporada | Pareja         | Puesto | Promedio |
| --------- | -------------- | ------ | -------- |
| 11        | Abbey Clancy   | 1.º    | 35.63    |
| 12        | Alison Hammond | 10.º   | 24.57    |
| 13        | Helen George   | 6.º    | 33.00    |
| 14        | Daisy Lowe     | 8.º    | 31.75    |
| 15        | Gemma Atkinson | 2.º    | 31.00    |
| 16        | Kate Silverton | 8.º    | 25.00    |
| 17        | Emma Weymouth  | 9.º    | 27.00    |
| 18        | Clara Amfo     | 7.º    | 26.89    |
| 19        | Sara Davies    | 8.º    | 28.50    |
| 22        | Tasha Ghouri   | 2.º    | 37.25    |

- Temporada 11 con Abbey Clancy

| Semana         | Baile / Canción                     | Puntajes de los jueces | Puntajes de los jueces | Puntajes de los jueces | Puntajes de los jueces | Resultado       |
| Semana         | Baile / Canción                     | C. R.                  | D. B.                  | L. G.                  | B. T.                  | Resultado       |
| -------------- | ----------------------------------- | ---------------------- | ---------------------- | ---------------------- | ---------------------- | --------------- |
| 1              | Vals / «Kissing You»                | 8                      | 8                      | 8                      | 8                      | Sin eliminación |
| 2              | Chachachá / «Let's Get Loud»        | 7                      | 7                      | 8                      | 8                      | Salvados        |
| 3              | Jive / «Can't Buy Me Love»          | 6                      | 7                      | 8                      | 7                      | Salvados        |
| 4              | Tango / «Spectrum»                  | 9                      | 8                      | 9                      | 9                      | Salvados        |
| 5              | Foxtrot / «Dear Darlin'»            | 8                      | 9                      | 9                      | 9                      | Salvados        |
| 6              | Rumba / «Stay»                      | 8                      | 8                      | 9                      | 9                      | Dos últimos     |
| 7              | Charlestón / «Cabaret»              | 9                      | 9                      | 9                      | 9                      | Salvados        |
| 8              | Quickstep / «Walking on Sunshine»   | 7                      | 10                     | 10                     | 10                     | Salvados        |
| 9              | Pasodoble / «You've Got the Love»   | 8                      | 8                      | 8                      | 8                      | Salvados        |
| 10             | Salsa / «You Should Be Dancing»     | 10                     | 10                     | 10                     | 10                     | Salvados        |
| 11             | Vals vienés / «Delilah»             | 9                      | 9                      | 9                      | 10                     | Salvados        |
| 11             | Maratón de Swing / «Do You Love Me» | 3 puntos extra         | 3 puntos extra         | 3 puntos extra         | 3 puntos extra         | Salvados        |
| 12 (Semifinal) | Samba / «Faith»                     | 9                      | 10                     | 10                     | 10                     | Salvados        |
| 12 (Semifinal) | American smooth / «Sweet Caroline»  | 9                      | 10                     | 10                     | 10                     | Salvados        |
| 13 (Final)     | Vals / «Kissing You»                | 10                     | 10                     | 10                     | 10                     | Salvados        |
| 13 (Final)     | Showdance / «Sweet Child o' Mine»   | 9                      | 10                     | 9                      | 10                     | Salvados        |
| 13 (Final)     | Quickstep / «Walking on Sunshine»   | 9                      | 10                     | 10                     | 10                     | Ganadores       |

- Temporada 12 con Alison Hammond

| Semana                                           | Baile / Canción                             | Puntajes de los jueces | Puntajes de los jueces | Puntajes de los jueces | Puntajes de los jueces | Resultado       |
| Semana                                           | Baile / Canción                             | C. R.                  | D. B.                  | L. G.                  | B. T.                  | Resultado       |
| ------------------------------------------------ | ------------------------------------------- | ---------------------- | ---------------------- | ---------------------- | ---------------------- | --------------- |
| 1                                                | Chachachá / «I'm Every Woman»               | 6                      | 6                      | 7                      | 7                      | Sin eliminación |
| 2                                                | Foxtrot / «I Just Want to Make Love to You» | 5                      | 5                      | 6                      | 6                      | Salvados        |
| 3                                                | Jive / «Footloose»                          | 4                      | 5/71                   | 6                      | 6                      | Salvados        |
| 4                                                | Samba / «Bootylicious»                      | 6                      | 7                      | 7                      | 7                      | Salvados        |
| 5                                                | Tango / «Addicted to You»                   | 5                      | 6                      | 6                      | 6                      | Salvados        |
| 6                                                | American smooth / «Wuthering Heights»       | 5                      | 7                      | 7                      | 7                      | Dos últimos     |
| 7                                                | Charlestón / «Friend Like Me»               | 6                      | 7                      | 7                      | 7                      | Eliminados      |
| 1Puntaje dado por el juez invitado Donny Osmond. |                                             |                        |                        |                        |                        |                 |

- Temporada 13 con Helen George

| Semana | Baile / Canción                                          | Puntajes de los jueces | Puntajes de los jueces | Puntajes de los jueces | Puntajes de los jueces | Resultado       |
| Semana | Baile / Canción                                          | C. R.                  | D. B.                  | L. G.                  | B. T.                  | Resultado       |
| ------ | -------------------------------------------------------- | ---------------------- | ---------------------- | ---------------------- | ---------------------- | --------------- |
| 1      | Vals / «With You I'm Born Again»                         | 7                      | 7                      | 7                      | 8                      | Sin eliminación |
| 2      | Chachachá / «Uptown Girl»                                | 7                      | 7                      | 7                      | 8                      | Salvados        |
| 3      | Foxtrot / «I Wanna Be Loved by You»                      | 8                      | 8                      | 8                      | 8                      | Salvados        |
| 4      | Salsa / «Dr. Beat»                                       | 8                      | 8                      | 8                      | 8                      | Salvados        |
| 5      | Quickstep / «You Can't Hurry Love»                       | 9                      | 9                      | 8                      | 9                      | Salvados        |
| 6      | Samba / «Take Your Mama»                                 | 8                      | 9                      | 8                      | 9                      | Salvados        |
| 7      | Rumba / «Hello»                                          | 8                      | 8                      | 7                      | 8                      | Salvados        |
| 8      | Tango / «Hold Back the River»                            | 8                      | 9                      | 8                      | 9                      | Salvados        |
| 9      | Charlestón / «Anything Goes»                             | 8                      | 9                      | 8                      | 9                      | Salvados        |
| 10     | Vals vienés / «At Last»                                  | 9                      | 10                     | 10                     | 10                     | Salvados        |
| 10     | Maratón de Quickstep / «Sing, Sing, Sing (With a Swing)» | 7 puntos extra         | 7 puntos extra         | 7 puntos extra         | 7 puntos extra         | Salvados        |
| 11     | Pasodoble / «At The End of The Day»                      | 8                      | 8                      | 9                      | 9                      | Eliminados      |

- Temporada 14 con Daisy Lowe

| Semana | Baile / Canción                             | Puntajes de los jueces | Puntajes de los jueces | Puntajes de los jueces | Puntajes de los jueces | Resultado       |
| Semana | Baile / Canción                             | C. R.                  | D. B.                  | L. G.                  | B. T.                  | Resultado       |
| ------ | ------------------------------------------- | ---------------------- | ---------------------- | ---------------------- | ---------------------- | --------------- |
| 1      | Vals / «Unforgettable»                      | 7                      | 8                      | 9                      | 8                      | Sin eliminación |
| 2      | Chachachá / «Forget You»                    | 7                      | 8                      | 7                      | 8                      | Salvados        |
| 3      | Quickstep / «A Spoonful of Sugar»           | 7                      | 8                      | 8                      | 8                      | Salvados        |
| 4      | Rumba / «Careless Whisper»                  | 7                      | 8                      | 8                      | 8                      | Salvados        |
| 5      | Charlestón / «Happy Feet»                   | 8                      | 8                      | 8                      | 8                      | Dos últimos     |
| 6      | Pasodoble / «Don't Let Me Be Misunderstood» | 8                      | 8                      | 8                      | 9                      | Dos últimos     |
| 7      | Vals vienés / «Daisy Bell»                  | 8                      | 8                      | 9                      | 9                      | Salvados        |
| 8      | Salsa / «Groove Is in the Heart»            | 7                      | 8                      | 8                      | 8                      | Eliminados      |

- Temporada 15 con Gemma Atkinson

| Semana         | Baile / Canción                                              | Puntajes de los jueces | Puntajes de los jueces | Puntajes de los jueces | Puntajes de los jueces | Resultado       |
| Semana         | Baile / Canción                                              | C. R.                  | D. B.                  | S. B.                  | B. T.                  | Resultado       |
| -------------- | ------------------------------------------------------------ | ---------------------- | ---------------------- | ---------------------- | ---------------------- | --------------- |
| 1              | Chachachá / «There's Nothing Holdin' Me Back»                | 4                      | 5                      | 5                      | 6                      | Sin eliminación |
| 2              | Vals / «Un Giorno Per Noi (A Time for Us)»                   | 6                      | 6                      | 7                      | 7                      | Salvados        |
| 3              | Charlestón / «The Bear Necessities»                          | 7                      | 8                      | 8                      | 8                      | Salvados        |
| 4              | Pasodoble / «Viva la Vida»                                   | 8                      | 9                      | 9                      | 9                      | Salvados        |
| 5              | Foxtrot / «Believe»                                          | 8                      | 8                      | 8                      | —                      | Salvados        |
| 6              | Jive / «Ever Fallen in Love (With Someone You Shouldn't've)» | 7                      | 8                      | 7                      | 8                      | Salvados        |
| 7              | Salsa / «Sun Comes Up»                                       | 5                      | 7                      | 7                      | 7                      | Salvados        |
| 8              | Vals vienés / «You Don't Have to Say You Love Me»            | 7                      | 7                      | 7                      | 7                      | Salvados        |
| 9              | American smooth / «Downtown»                                 | 9                      | 9                      | 10                     | 10                     | Salvados        |
| 10             | Samba / «The River of Dreams»                                | 6                      | 6                      | 6                      | 7                      | Salvados        |
| 10             | Maratón de Pasodoble / «España cañí»                         | 3 puntos extra         | 3 puntos extra         | 3 puntos extra         | 3 puntos extra         | Salvados        |
| 11             | Quickstep / «Hello, Dolly!»                                  | 6                      | 7                      | 8                      | 8                      | Salvados        |
| 12 (Semifinal) | Rumba / «Beneath Your Beautiful»                             | 7                      | 8                      | 7                      | 8                      | Dos últimos     |
| 12 (Semifinal) | Tango / «My Sharona»                                         | 8                      | 8                      | 8                      | 8                      | Dos últimos     |
| 13 (Final)     | Pasodoble / «Viva la Vida»                                   | 9                      | 9                      | 10                     | 10                     | Segundo puesto  |
| 13 (Final)     | Showdance / «Show Me How You Burlesque»                      | 8                      | 9                      | 10                     | 10                     | Segundo puesto  |
| 13 (Final)     | American smooth / «Downtown»                                 | 9                      | 10                     | 10                     | 10                     | Segundo puesto  |

- Temporada 16 con Kate Silverton

| Semana                                                                  | Baile / Canción                      | Puntajes de los jueces | Puntajes de los jueces | Puntajes de los jueces | Puntajes de los jueces | Resultado       |
| Semana                                                                  | Baile / Canción                      | C. R.                  | D. B.                  | S. B.                  | B. T.                  | Resultado       |
| ----------------------------------------------------------------------- | ------------------------------------ | ---------------------- | ---------------------- | ---------------------- | ---------------------- | --------------- |
| 1                                                                       | Chachachá / «Kiss»                   | 4                      | 6                      | 4                      | 6                      | Sin eliminación |
| 2                                                                       | Tango / «No Roots»                   | 6                      | 7                      | 7                      | 7                      | Salvados        |
| 3                                                                       | Foxtrot / «Why Don't You Do Right?»  | 6                      | 7                      | 8                      | 8                      | Salvados        |
| 4                                                                       | Samba / «Africa»                     | 4                      | 5                      | 5                      | 6                      | Salvados        |
| 5                                                                       | Vals vienés / «Finally Mine»         | 6                      | 6                      | 6                      | 81                     | Salvados        |
| 6                                                                       | Rumba / «Skin»                       | 4                      | 6                      | 5                      | 5                      | Salvados        |
| 7                                                                       | Tango argentino / «Assassin's Tango» | 4                      | 6                      | 6                      | 7                      | Salvados        |
| 8                                                                       | Quickstep / «I Want You to Want Me»  | 7                      | 7                      | 8                      | 8                      | Salvados        |
| 9                                                                       | American smooth / «Everlasting Love» | 7                      | 7                      | 8                      | 8                      | Eliminados      |
| 1Puntaje dado por el juez invitado Alfonso Ribeiro en lugar de Tonioli. |                                      |                        |                        |                        |                        |                 |

- Temporada 17 con Emma Weymouth

| Semana                                                                  | Baile / Canción                                                | Puntajes de los jueces | Puntajes de los jueces | Puntajes de los jueces | Puntajes de los jueces | Resultado       |
| Semana                                                                  | Baile / Canción                                                | C. R.                  | M. M.                  | S. B.                  | B. T.                  | Resultado       |
| ----------------------------------------------------------------------- | -------------------------------------------------------------- | ---------------------- | ---------------------- | ---------------------- | ---------------------- | --------------- |
| 1                                                                       | Chachachá / «She's a Lady»                                     | 5                      | 5                      | 4                      | 5                      | Sin eliminación |
| 2                                                                       | Tango / «Sucker»                                               | 4                      | 6                      | 6                      | 6                      | Salvados        |
| 3                                                                       | Foxtrot / «Did I Make the Most of Loving You?»                 | 7                      | 7                      | 7                      | 7                      | Salvados        |
| 4                                                                       | Jive / «Kids in America»                                       | 7                      | 7                      | 7                      | 7                      | Dos últimos     |
| 5                                                                       | Vals vienés / «Saving All My Love for You»                     | 9                      | 9                      | 9                      | 91                     | Salvados        |
| 6                                                                       | Charlestón / «A Little Party Never Killed Nobody (All We Got)» | 6                      | 8                      | 8                      | 8                      | Salvados        |
| 7                                                                       | Samba / «I Don't Care»                                         | 5                      | 7                      | 7                      | 7                      | Eliminados      |
| 1Puntaje dado por el juez invitado Alfonso Ribeiro en lugar de Tonioli. |                                                                |                        |                        |                        |                        |                 |

- Temporada 18 con Clara Amfo

| Semana                                                               | Baile / Canción                      | Puntajes de los jueces | Puntajes de los jueces | Puntajes de los jueces | Resultado       |
| Semana                                                               | Baile / Canción                      | C. R.                  | S. B.                  | M. M.                  | Resultado       |
| -------------------------------------------------------------------- | ------------------------------------ | ---------------------- | ---------------------- | ---------------------- | --------------- |
| 1                                                                    | Chachachá / «Don't Start Now»        | 5                      | 6                      | 7                      | Sin eliminación |
| 2                                                                    | Vals vienés / «You Don't Own Me»     | 5                      | 6                      | 6                      | Salvados        |
| 3                                                                    | Tango / «Lady Marmalade»             | 7                      | 6                      | 7                      | Salvados        |
| 4                                                                    | Charlestón / «Baby Face»             | 9                      | 10                     | 101                    | Salvados        |
| 5                                                                    | Samba / «That's the Way (I Like It)» | 5                      | 6                      | 71                     | Salvados        |
| 6                                                                    | Jive / «River Deep – Mountain High»  | 6                      | 6                      | 7                      | Eliminados      |
| 1Puntaje dado por el juez invitado Anton du Beke en lugar de Mabuse. |                                      |                        |                        |                        |                 |

- Temporada 19 con Sara Davies

| Semana | Baile / Canción                                      | Puntajes de los jueces | Puntajes de los jueces | Puntajes de los jueces | Puntajes de los jueces | Resultado       |
| Semana | Baile / Canción                                      | C. R.                  | M. M.                  | S. B.                  | A. D.                  | Resultado       |
| ------ | ---------------------------------------------------- | ---------------------- | ---------------------- | ---------------------- | ---------------------- | --------------- |
| 1      | Chachachá / «The Boss»                               | 3                      | 5                      | 5                      | 4                      | Sin eliminación |
| 2      | Foxtrot / «Dream a Little Dream of Me»               | 8                      | 8                      | 9                      | 9                      | Salvados        |
| 3      | Samba / «Best Years of Our Lives»                    | 7                      | 7                      | 7                      | 7                      | Salvados        |
| 4      | Tango / «Por una cabeza»                             | 9                      | 9                      | 9                      | 9                      | Salvados        |
| 5      | Rumba / «You're Still the One»                       | 4                      | 7                      | 7                      | 7                      | Salvados        |
| 6      | Urbano / «Queen of the Night»                        | 4                      | 7                      | 6                      | 6                      | Salvados        |
| 7      | Quickstep / «9 to 5»                                 | 8                      | 8                      | 8                      | 9                      | Salvados        |
| 8      | Tango argentino / «No More Tears (Enough is Enough)» | 7                      | 8                      | 8                      | 9                      | Eliminados      |

- Temporada 22 con Tasha Ghouri

| Semana         | Baile / Canción                                       | Puntajes de los jueces | Puntajes de los jueces | Puntajes de los jueces | Puntajes de los jueces | Resultado       |
| Semana         | Baile / Canción                                       | C. R.                  | M. M.                  | S. B.                  | A. D.                  | Resultado       |
| -------------- | ----------------------------------------------------- | ---------------------- | ---------------------- | ---------------------- | ---------------------- | --------------- |
| 1              | Chachachá / «Espresso»                                | 8                      | 8                      | 7                      | 7                      | Sin eliminación |
| 2              | Vals vienés / «Misty Blue»                            | 8                      | 9                      | 9                      | 9                      | Salvados        |
| 3              | Rumba / «What Was I Made For?»                        | 8                      | 8                      | 9                      | 9                      | Salvados        |
| 4              | Charlestón / «Unhealthy»                              | 9                      | 10                     | 10                     | 10                     | Salvados        |
| 5              | Tango / «Dog Days Are Over»                           | 8                      | 9                      | 8                      | 9                      | Salvados        |
| 6              | Samba / «I Like to Move It»                           | 9                      | 9                      | 9                      | 10                     | Salvados        |
| 7              | Contemporáneo / «What About Us»                       | 9                      | 10                     | 10                     | 10                     | Salvados        |
| 8              | Quickstep / «Fantasy»                                 | 8                      | 10                     | 10                     | 9                      | Salvados        |
| 9              | Pasodoble / «Torn»                                    | 9                      | 10                     | 10                     | 10                     | Salvados        |
| 10             | American smooth / «Someone You Loved»                 | 10                     | 10                     | 10                     | 10                     | Salvados        |
| 10             | Maratón de Samba / «Samba» & «La vida es un carnaval» | 6 puntos extra         | 6 puntos extra         | 6 puntos extra         | 6 puntos extra         | Salvados        |
| 11             | Tango argentino / «Ex-Wives»                          | 9                      | 10                     | 9                      | 10                     | Dos últimos     |
| 12 (Semifinal) | Salsa / «Something New»                               | 8                      | 9                      | 9                      | 9                      | Dos últimos     |
| 12 (Semifinal) | Vals / «(You Make Me Feel Like) A Natural Woman»      | 10                     | 10                     | 10                     | 10                     | Dos últimos     |
| 13 (Final)     | Contemporáneo / «What About Us»                       | 9                      | 10                     | 10                     | 10                     | Segundo puesto  |
| 13 (Final)     | Showdance / «Sing, Sing, Sing (With a Swing)»         | 10                     | 10                     | 10                     | 10                     | Segundo puesto  |
| 13 (Final)     | American smooth / «Someone You Loved»                 | 10                     | 10                     | 10                     | 10                     | Segundo puesto  |

### Otros proyectos
En 2017, Škorjanec participó en la gira nacional de Strictly Come Dancing Live! de 2017 y, con Janette Manrara, anunció fechas para su gira británica de 2018 Remembering Fred.
En 2020, Škorjanec y Manrara anunciaron más fechas para su gira británica de 2021, Remembering The Oscars. Él también anunció un espectáculo en el West End para 2021, Here Come The Boys.
En agosto de 2024, Škorjanec y Manrara anunciaron apariciones en los Dancing With The Stars Weekends de 2025..

## Vida personal
Škorjanec está casado con la también bailarina Janette Manrara. En febrero de 2023, la pareja anunció que esperaba su primer hijo para el verano de 2023. Su hija, Lyra, nació en julio de 2023.
En 2020, Škorjanec explicó que había desarrollado psoriasis a los 18 años: «Afecta enormemente a mi confianza y autoestima» y añadía que le acomplejaba. Empezó a utilizar productos naturales para el cuidado de la piel y a documentar su evolución para concienciar a la población.